# Heléna Barócsi
Heléna Barócsi (9 juli 1966) is een voormalige Hongaarse atlete, die was gespecialiseerd in de lange afstand.

## Loopbaan
Barócsi kwam graag in Nederland en won diverse Nederlandse wedstrijden, zoals de halve marathon van Egmond in 1992, de Dam tot Damloop (16,1 km) in 1990 en 1991 en de 20 van Alphen (15 km) in 1992. Ze liep in 1993 ook de Zevenheuvelenloop (15 km) en finishte als winnares in 50.37.

## Titels
- Hongaars kampioene 10.000 m - 1990, 1991, 1993
- Hongaars kampioene halve marathon - 1993, 1995
- Hongaars kampioene veldlopen - 1988, 1991

## Persoonlijk record
| Onderdeel      | Prestatie | Datum             | Plaats |
| -------------- | --------- | ----------------- | ------ |
| halve marathon | 1:15.48   | 27 september 1998 | Uster  |

## Overwinningen
- Halve marathon van Lille (Rijsel) - 1989, 1990
- Halve marathon van Egmond - 1992
- Dam tot Damloop - 1990, 1991, 1992
- Marseille-Cassis (20,3 km) - 1991
- 20 van Alphen (15 km) - 1992
- Zevenheuvelenloop - 1993
- Halve marathon van Lissabon - 1992